# Рави (Адитья)
Рави также известный как Раби — в ведизме и раннем индуизме бог солнца. Рави — один из адитьев. В честь этого бога в хинди назван седьмой день недели — «Равивар». В Керале воскресенье называется Нджаяр, что также является синонимом слова солнце. Полное имя этого бога — Равикиран, что означает «лучи солнца». В более позднем индуизме Рави отождествляется с Сурьей.
Рави как божество воскресного дня, по астрологическим понятиям, исполнен зловещего влияния; родившийся в этот день, считается, обладает возбужденной психикой, часто болеет и так далее. Ему предстоит много страданий, ему придется перенести много потерь; чтобы избежать всего этого, следует особо почитать Рави. Однако воскресенье считается благоприятным для начала некоторых предприятий — например строительства дома, коммерции и т. п. Символический цвет Рави — зелёный; посвященное ему растение — кустарник арка (Ascelepias Calotropus gigantica). В традиционном индийском календаре солнечный день — «дйваса» — делится на 60 частей (гхатика), каждая из которых составляет 24 минуты.

## Как имя
Несмотря на исчезновение культа этого божества, Рави — по прежнему распространенное мужское имя среди индуистов. Есть несколько форм этого имени, некоторые из которых — Рави Киран, Рави Кумар Гупта, Рави чандра, Равиндранатх, Равиндер, Равиндра. Некоторые из всемирно известных людей с именем Рави — это Рави Шанкар и лауреат Нобелевской премии Рабиндранат Тагор.